# دیدیه لانگ
دیدیه لانگ (انگلیسی: Didier Lang؛ زادهٔ ۱۵ دسامبر ۱۹۷۰) بازیکن فوتبال اهل فرانسه است.
از باشگاه‌هایی که در آن بازی کرده‌است می‌توان به باشگاه فوتبال سوشو، باشگاه فوتبال لو مان، باشگاه فوتبال تروا، باشگاه فوتبال متس، و باشگاه فوتبال اسپورتینگ پرتغال اشاره کرد.